# 32.º Batallón Aéreo de Reemplazo
El 32º Batallón Aéreo de Reemplazo (32. Flieger-Erstz-Abteilung) fue una unidad de la Luftwaffe de la Alemania nazi.

## Historia
Fue formado el 1 de octubre de 1936 en Uetersen. El 1 de abril de 1937 es reasignado al 37.º Batallón Aéreo de Reemplazo. Reformado el 1 de noviembre de 1938 en Uetersen a partir del 37.º Batallón Aéreo de Reemplazo. El 1 de abril de 1939 es reasignado al I Batallón de Instrucción del 32.º Regimiento de Instrucción Aérea.

## Comandantes
- Teniente coronel Hans Hückel (1 de octubre de 1936 - 1 de abril de 1937) - (1 de noviembre de 1938 - 28 de febrero de 1939)
- Coronel Herbert Sonnenburg (1 de marzo de 1939 - 1 de abril de 1939)